# Pleocoma tularensis
Pleocoma tularensis är en skalbaggsart som beskrevs av Leach 1933. Pleocoma tularensis ingår i släktet Pleocoma och familjen Pleocomidae. Inga underarter finns listade i Catalogue of Life.